# Put 'Em Up
Singles de Namie Amuro
Shine More
(2003) So Crazy / Come
(2003)
Put 'Em Up est le 22e single régulier de Namie Amuro sorti sur le label Avex Trax, ou le 24e sous son seul nom en comptant ceux sortis sur le label Toshiba-EMI. 
Il sort le 16 juillet 2003 au Japon, et atteint la 7e place du classement de l'Oricon. Il reste classé pendant 6 semaines, pour un total de 41 149 ventes. Il demeure depuis son single en solo le moins vendu.
La chanson-titre a été écrite par le producteur américain Dallas Austin en 2000, et était prévue sortir à cette époque, avant que le projet soit annulé. Elle devait ensuite paraitre sur l'album compilation Love Enhanced - Single Collection en 2002, mais fut à nouveau retirée de la liste des titres. Elle figurera finalement sur l'album Style.

## Composition du groupe
- Namie Amuro – chants
- Michico - chœurs
- Moca – danseur
- Rika – danseur
- Ryo – danseur
- Shige – danseur
- Subaru – danseur

## Liste des titres
| 1. | Put 'Em Up                   | Dallas Austin, Jasper Cameron, michico | 4:03 |
| 2. | Exist for You                | Debra Killings, Michiko Ai             | 4:19 |
| 3. | Put 'Em Up (instrumental)    | Dallas Austin                          | 4:03 |
| 4. | Exist for You (instrumental) | Debra Killings                         | 4:17 |